# Legends Cars
Le concept Legends Cars a vu le jour en 1992 aux États-Unis. Ces petits bolides au look rappelant les années 1930/40 font aujourd'hui le bonheur de près de 5 500 propriétaires de par le monde. Les États-Unis, la France, le Benelux, l'Angleterre, le Canada, la Suède, la Finlande, le Mexique, le Brésil, le Maroc, la Russie, soit près de 20 pays comptent aujourd'hui un championnat annuel, des incentives et des journées d'essais Legends Cars.
Avec sa taille réduite, ses grosses roues, ses décos originales, la LEGEND CAR offre une approche atypique du sport automobile.
Il s'agit de petits bolides très légers (620 kg avec pilote) et dépourvus de différentiel. Les voitures sont propulsées par un moteur de moto Yamaha.

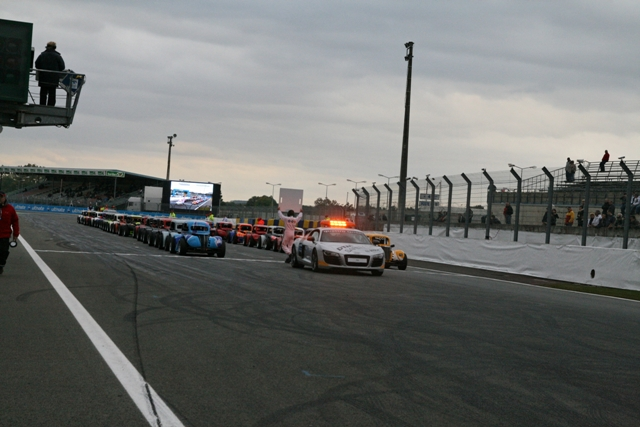
Départ de course Le Mans

## Caractéristiques
- 210 km/h en vitesse de pointe
- 480 kg poids à vide
- Moteur 1 300 cm3 XJR Yamaha développant 150 ch
- Boîte 5 vitesses séquentielles
- 0 à 100 km/h en 3,7 secondes
- Propulsion sans différentiel
- Freins à disques

## Les courses
- 2 manches d'essais libres de 20 minutes
- 2 manches d'essais qualificatifs de 20 minutes
- 2 courses Sprint de 20 minutes
- 1 course d'Endurance de 40 minutes (avec arrêt aux stands de 2 minutes obligatoire)

Il est possible d'avoir deux pilotes par voiture ; chacun participe alors à la moitié du format
Tous les pilotes marquent des points, de façon dégressive, selon trois classements :
- Moins de 40 ans
- Entre 40 et 50 ans
- Plus de 50 ans

## Résumé du règlement technique

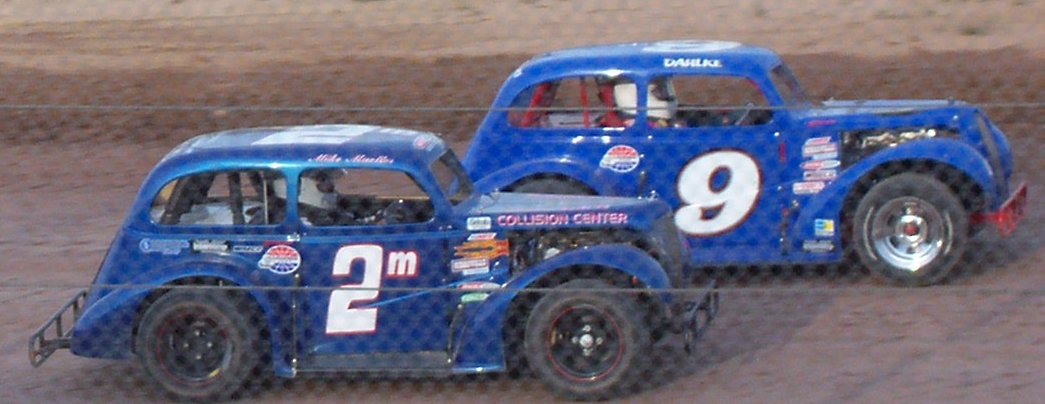
Deux coéquipiers en course

- Formule monotype au règlement technique très strict
- Une vérification technique de chaque voiture est réalisée avant chaque épreuve
- Un poids minimum de 620 kg en course « pilote à bord » est exigé afin de ne pas désavantager les pilotes les plus légers
- Une limite de puissance couple et régime maximum est imposée. Ces paramètres sont vérifiés en course, sur le banc dynamométrique
- Tout ce qui n’est pas explicitement autorisé dans le règlement est strictement interdit

## Budget
C'est un sport mécanique un peu plus accessible que beaucoup d'autres grâce à des formules « clef en mains ».
Une saison nécessite un budget qui tourne (hors taxes) autour de :
- 19 900 € pour une voiture neuve
- 15 000 € en moyenne pour une voiture d'occasion
- 10 500 € la saison complète pour un propriétaire
- À partir de 2 400 € par meeting (voiture en location)
- 14 900 € la saison (voiture en location)

## Calendrier
Le Calendrier des courses 2018 :
| NOGARO            | 31 mars 2018 - 2 avril 2018     |
| DIJON             | 4 - 6 mai 2018                  |
| GP HISTORIQUE PAU | 19 - 20 mai 2018                |
| TOURS SPEEDWAY    | 29 juin 2018 - 1er juillet 2018 |
| CHARADE           | 31 août 2018 - 2 septembre 2018 |
| LE VIGEANT        | 28 - 30 septembre 2018          |
| MAGNY COURS       | 19 - 21 octobre 2018            |

Calendrier 2017 
| LE CASTELLET      | 7 - 9 avril 2017                     |
| DIJON             | 5 - 7 mai 2017                       |
| GP HISTORIQUE PAU | 26 - 28 mai 2017                     |
| CHARADE           | 9 - 11 juin 2017                     |
| NOGARO            | 8 - 10 septembre 2017                |
| LE VIGEANT        | 29 septembre 2017 - 1er octobre 2017 |
| MAGNY COURS       | 20 - 22 octobre 2017                 |

## Champion de France
Champion de France 2017
- Frédéric Morel avec 685.5 points